# HMAS Parramatta (D55)
Pour les autres navires du même nom, voir HMAS Parramatta.
Pour les articles homonymes, voir D55.
Le HMAS Parramatta (D55), du nom de la rivière Parramatta, était un destroyer de classe River de la Marine royale australienne. Commandé en 1909 pour les « Forces navales du Commonwealth » (le prédécesseur de la RAN), le Parramatta a été le premier navire lancé pour la Marine australienne.

## Histoire
Temporairement en service dans la Royal Navy pour le voyage de livraison à l'Australie, le destroyer est passé sous contrôle naval australien en 1910, et le 1er mars 1911 a été mis en service dans la RAN, peu de temps avant sa fondation.
De 1914 à 1917, le Parramatta a été chargé de faire des patrouilles dans le Pacifique Sud et les mers d'Asie orientale, avant d'être transféré en Méditerranée pour des opérations anti-sous-marines. Il est retourné en Australie en 1919 et a été mis en réserve. Mis à part une brève période de remise en service lors de la visite du prince de Galles, le Parramatta est resté en réserve jusqu'en 1928 où il a été complètement déclassé, débarrassé de son armement, et vendu à usage de prison sur la rivière Hawkesbury. Après avoir changé plusieurs fois de mains, la coque s'est échouée lors d'une tempête en 1933, et a été laissée se rouiller. En 1973, la proue et la poupe ont été récupérées et transformées en monuments commémoratifs.